# Monomorium bicolor
Monomorium bicolor (лат.) — вид мелких муравьёв рода Monomorium из подсемейства мирмицин.

## Описание
Мелкие муравьи длиной около 3 мм. От близких видов отличается следующими признаками: двухцветная окраска (голова и грудь со стебельком жёлто-красные или жёлто-коричневые, брюшко от тёмно-коричневого до чёрного), скапус относительно длинный и когда он отведён назад, то превосходят задний край головы примерно на длину педицеля; головная поверхность матовая, в мелкой и густой пунктировке; срединный передний клипеальный край отчетливо вогнутый; область между лобными килями тонко продольно исчерченная; мезосома без отстоящих волосков; метанотальная борозда резко вдавлена; проподеальный дозум в профиле встречает наклонную заднюю поверхность непрерывной кривой; петиоль и постпетиоль с одной парой направленных назад волосков; первый тергит брюшка с волосками, разбросанными по всей поверхности. 
Усики с 3-члениковой булавой. Усиковые бороздки отсутствуют. Стебелёк между грудкой и брюшком состоит из двух члеников: петиолюса и постпетиолюса (последний четко отделен от брюшка), жало развито. Включён в состав видовой группы Monomorium salomonis species-group.

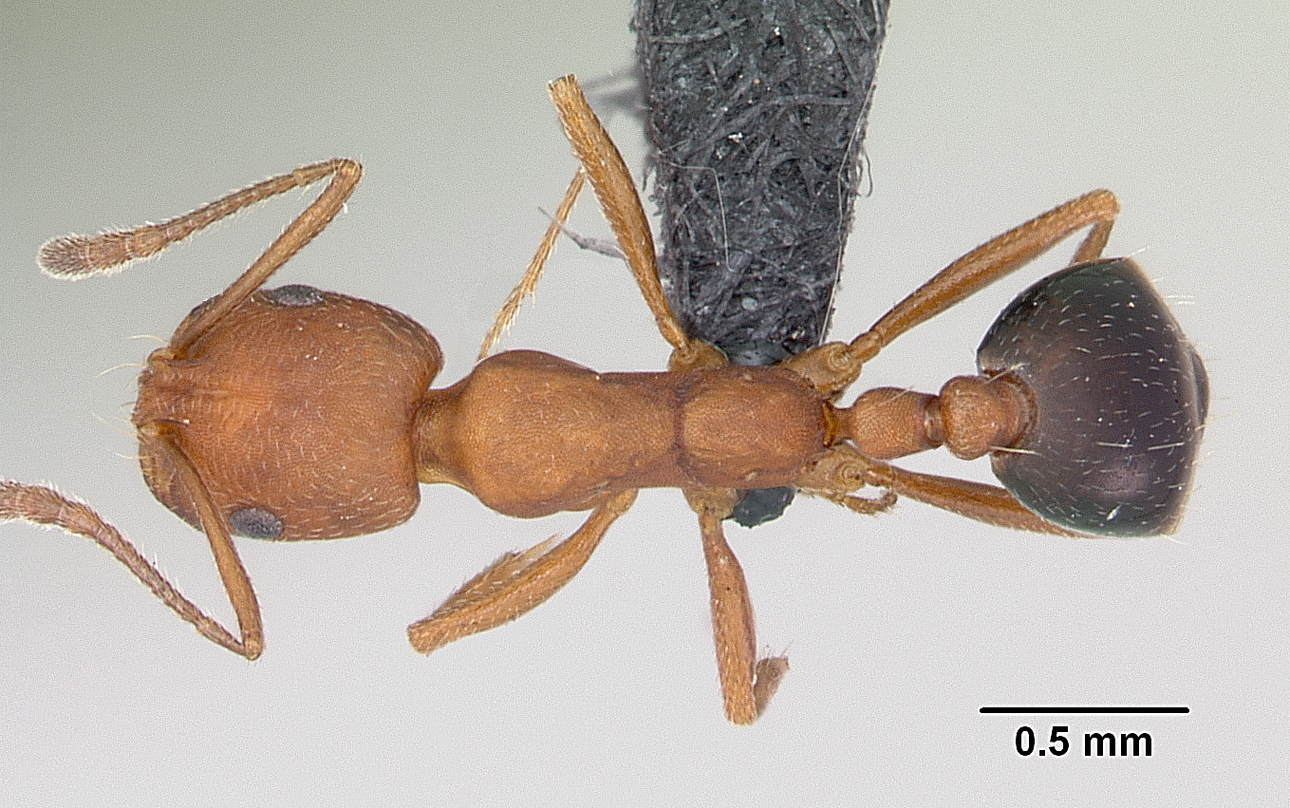
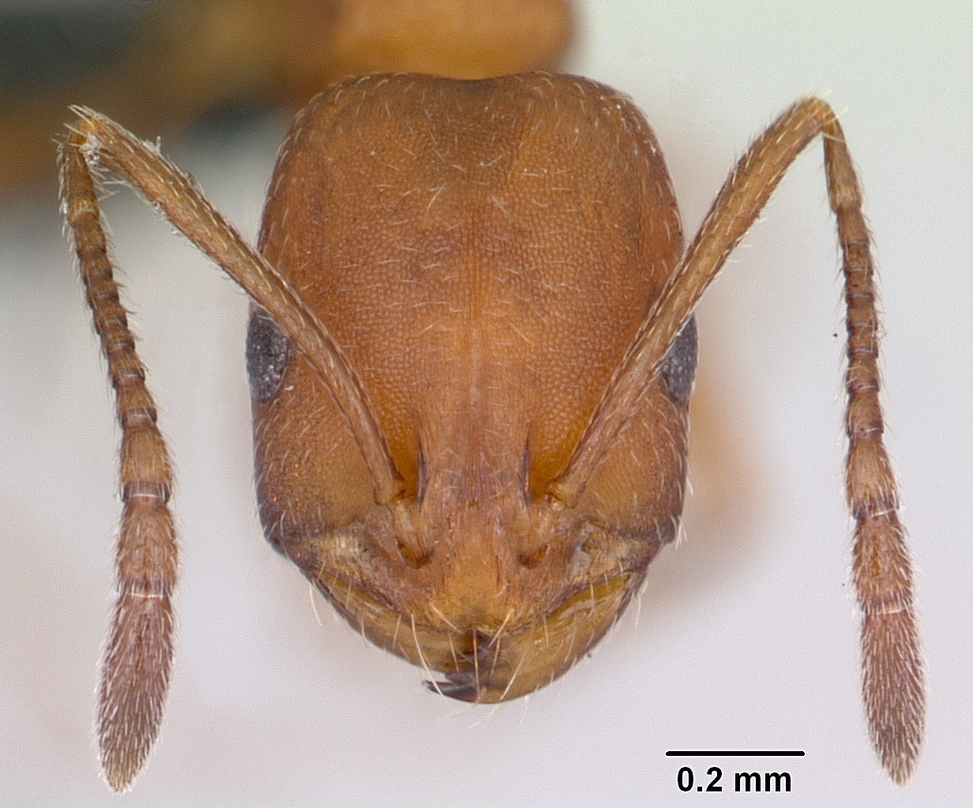

## Распространение
Афротропика и Ближний Восток: ОАЭ, Саудовская Аравия.